# Smolna (Ukraina)
Smolna – wieś na Ukrainie w rejonie drohobyckim należącym do obwodu lwowskiego.
W II Rzeczypospolitej wieś w powiecie drohobyckim województwa lwowskiego.
W 1943 nacjonaliści ukraińscy z OUN-UPA zamordowali tutaj 6 Polaków.